# Lega Italiana Hockey Ghiaccio 2011/2012
Sezóna 2011/2012 byla 78. sezónou Italské ligy. Mistrem se stal tým HC Bolzano.

## Základní část

### První fáze
| Vysvětlivky                             |
| --------------------------------------- |
| Tým postupující do skupiny A druhé fáze |
| Tým hrající skupinu B druhé fáze        |

| Poř. | Tým                  | Z  | V  | VP | PP | P  | VG  | IG  | B  |
| ---- | -------------------- | -- | -- | -- | -- | -- | --- | --- | -- |
| 1.   | HC Val Pusteria      | 36 | 21 | 3  | 4  | 8  | 134 | 84  | 73 |
| 2.   | HC Bolzano           | 36 | 20 | 4  | 2  | 10 | 116 | 79  | 70 |
| 3.   | SG Pontebba          | 36 | 17 | 2  | 4  | 13 | 116 | 94  | 59 |
| 4.   | SG Cortina           | 36 | 15 | 4  | 3  | 14 | 107 | 99  | 56 |
| 5.   | HC Alleghe           | 36 | 14 | 5  | 3  | 14 | 111 | 116 | 55 |
| 6.   | Asiago Hockey        | 36 | 13 | 5  | 4  | 14 | 105 | 108 | 53 |
| 7.   | Ritten Sport         | 36 | 11 | 6  | 4  | 15 | 97  | 110 | 49 |
| 8.   | SHC Fassa            | 36 | 12 | 3  | 4  | 17 | 84  | 108 | 46 |
| 9.   | WSV Sterzing Broncos | 36 | 12 | 2  | 3  | 19 | 83  | 112 | 43 |
| 10.  | HC Valpellice        | 36 | 10 | 1  | 4  | 21 | 98  | 141 | 36 |

### Druhá fáze
| Vysvětlivky                             |
| --------------------------------------- |
| Tým postupující do čtvrtfinále play off |
| Tým hrající play out                    |

Do druhé fáze se z první fáze přenášely pouze výsledky mezi týmy ze stejné skupiny.

#### Skupina A
| Poř. | Tým             | Z | V | VP | PP | P | VG | IG | B  |
| ---- | --------------- | - | - | -- | -- | - | -- | -- | -- |
| 1.   | HC Val Pusteria | 6 | 4 | 0  | 0  | 2 | 26 | 18 | 48 |
| 2.   | HC Bolzano      | 6 | 3 | 0  | 0  | 3 | 14 | 18 | 44 |
| 3.   | SG Cortina      | 6 | 4 | 0  | 0  | 2 | 23 | 16 | 40 |
| 4.   | SG Pontebba     | 6 | 1 | 0  | 0  | 5 | 12 | 23 | 32 |

#### Skupina B
| Poř. | Tým                  | Z  | V | VP | PP | P | VG | IG | B  |
| ---- | -------------------- | -- | - | -- | -- | - | -- | -- | -- |
| 5.   | HC Alleghe           | 10 | 6 | 0  | 0  | 4 | 28 | 36 | 45 |
| 6.   | HC Valpellice        | 10 | 6 | 3  | 0  | 1 | 39 | 15 | 42 |
| 7.   | SHC Fassa            | 10 | 4 | 2  | 2  | 2 | 31 | 27 | 41 |
| 8.   | Asiago Hockey        | 10 | 2 | 2  | 2  | 4 | 22 | 26 | 38 |
| 9.   | Ritten Sport         | 10 | 3 | 0  | 2  | 5 | 18 | 26 | 35 |
| 10.  | WSV Sterzing Broncos | 10 | 1 | 1  | 2  | 6 | 25 | 33 | 28 |

## Play off

### Čtvrtfinále
- HC Val Pusteria - Asiago Hockey 4:0 na zápasy (4:2, 4:1, 7:0, 2:1)
- HC Bolzano - SHC Fassa 4:0 na zápasy (5:2, 2:0, 4:0, 5:4 P)
- SG Cortina - HC Valpellice 4:1 na zápasy (5:1, 4:3 P, 5:3, 0:2, 4:1)
- SG Pontebba - HC Alleghe 2:4 na zápasy (6:1, 4:5 P, 4:2, 2:3 P, 3:4, 2:3)

### Semifinále
- HC Val Pusteria - HC Alleghe 4:1 na zápasy (4:2, 4:6, 6:4, 3:2 P, 6:2)
- HC Bolzano - SG Cortina 4:0 na zápasy (3:2, 3:0, 8:0, 3:2 P)

### Finále
- HC Val Pusteria - HC Bolzano 0:4 na zápasy (2:3, 1:2, 2:3 P, 1:3)

## Play out
- Ritten Sport - WSV Sterzing Broncos 4:1 na zápasy (5:3, 4:3 P, 2:3 P, 4:1, 3:2)

- Poražený sestoupil do Serie A2.